# Inkster (Dakota Północna)
Inkster – miasto w Stanach Zjednoczonych, w stanie Dakota Północna, w hrabstwie Grand Forks.